# Mirko Dolcini
Mirko Dolcini (ur. 13 listopada 1973 w San Marino) – sanmaryński polityk i prawnik, parlamentarzysta, od 1 października 2020 kapitan regent San Marino wraz z Alessandro Cardellim.

## Życiorys
W młodości grał w drużynie piłkarskiej SS Murata, później uprawiał też triathlon i biegi. Ukończył studia prawnicze na Uniwersytecie w Urbino. Uzyskał uprawnienia adwokata, od 2003 prowadził własną kancelarię. Związał się z krajowym zrzeszeniem przedsiębiorców (OSLA), objął fotel jego wiceszefa i redaktora naczelnego jego czasopisma. Został jednym z założycieli ugrupowania Domani – Motus Liberi. W 2019 wybrano go posłem do Wielkiej Rady Generalnej, został liderem partyjnej reprezentacji w parlamencie. 22 września 2020 wybrany wyznaczony na jednego z dwóch kapitanów regentów San Marino na półroczną kadencję rozpoczynającą się z dniem 1 października 2020.
Od 2020 jest żonaty, doczekał się jednego syna. Ma brata bliźniaka.